# Alejandro Chacín
Pour les articles homonymes, voir Chacín.
 (août 2017).
David Alejandro Chacín Bravo (né le 24 juin 1993 à Maracay, Aragua, Venezuela) est un lanceur de relève droitier qui a joué pour les Reds de Cincinnati dans la Ligue majeure de baseball en 2017.

## Carrière
Alejandro Chacín signe son premier contrat professionnel en février 2010 avec les Reds de Cincinnati. 
Chacín fait ses débuts dans le baseball majeur avec Cincinnati le 23 août 2017 face aux Cubs de Chicago.